# (668643) 2012 DR30
(668643) 2012 DR30 è un oggetto transnettuniano di tipo centauro del disco diffuso e/o nube di Oort interna, situato nella regione più esterna del sistema solare. L'oggetto, con un'orbita altamente eccentrica di 0,99, è stato osservato per la prima volta dagli astronomi del progetto Spacewatch all'Osservatorio Steward il 31 marzo 2009. Misura circa 188 chilometri (120 miglia) di diametro.

## Caratteristiche orbitali
Prendendo come riferimento l'epoca del febbraio 2017, era il pianeta minore con il secondo più grande semiasse maggiore in un'orbita eliocentrica per un oggetto privo di coda gassosa come le comete (solo 2014 FE72 ha un semiasse maggiore eliocentrico più grande): all'epoca di luglio 2018, (668643) 2012 DR30 ha raggiunto il valore più elevato del suo semiasse maggiore eliocentrico con 1644 au.
(668643) 2012 DR30 ha un semiasse maggiore baricentrico di 1032 au. Data l'eccentricità orbitale di questo oggetto, epoche diverse possono generare soluzioni eliocentriche non perturbate al problema dei due corpi alquanto diverse rispetto al semiasse maggiore e al periodo orbitale stimabili attualmente. Per oggetti con una eccentricità così elevata, il riferimento rispetto al baricentro del Sole è più stabile delle coordinate eliocentriche. Secondo JPL Horizons, il semiasse maggiore baricentrico è di circa 1032 au.. 
| Evoluzione orbitale |                              |                       |
| Anno (epoca)        | Afelio baricentrico (Q) (UA) | Periodo orbitale anni |
| 1950                | 2 000                        | 32 000                |
| 2050                | 2 049                        | 33 100                |

Secondo JPL Horizons, nel marzo 2011 ha raggiunto il perielio a una distanza di 14,5 au dal Sole (all'interno dell'orbita di Urano), alla fine di marzo è giunto all'opposizione. 
Con una magnitudine assoluta (H) di 7,1, l'oggetto ha un diametro stimato tra i 185 e i 188 chilometri .
In un arco di osservazione di 14,7 anni, l'orbita percorsa è ben limitata. Non si troverà a 50 au dal Sole prima del 2047. Dopo aver lasciato la regione planetaria del sistema solare, 2012 DR30 si allontanerà fino a raggiungere un afelio baricentrico di 2049 au con un periodo orbitale di 33 100 anni. L'integrazione numerica dell'orbita su 10 milioni di anni, mostra che l'orbita nominale (migliore) e i cloni 3-sigma rimangono al di fuori di 12,2 au (qmin) dal Sole. 
Principali parametri orbitali baricentrici: 

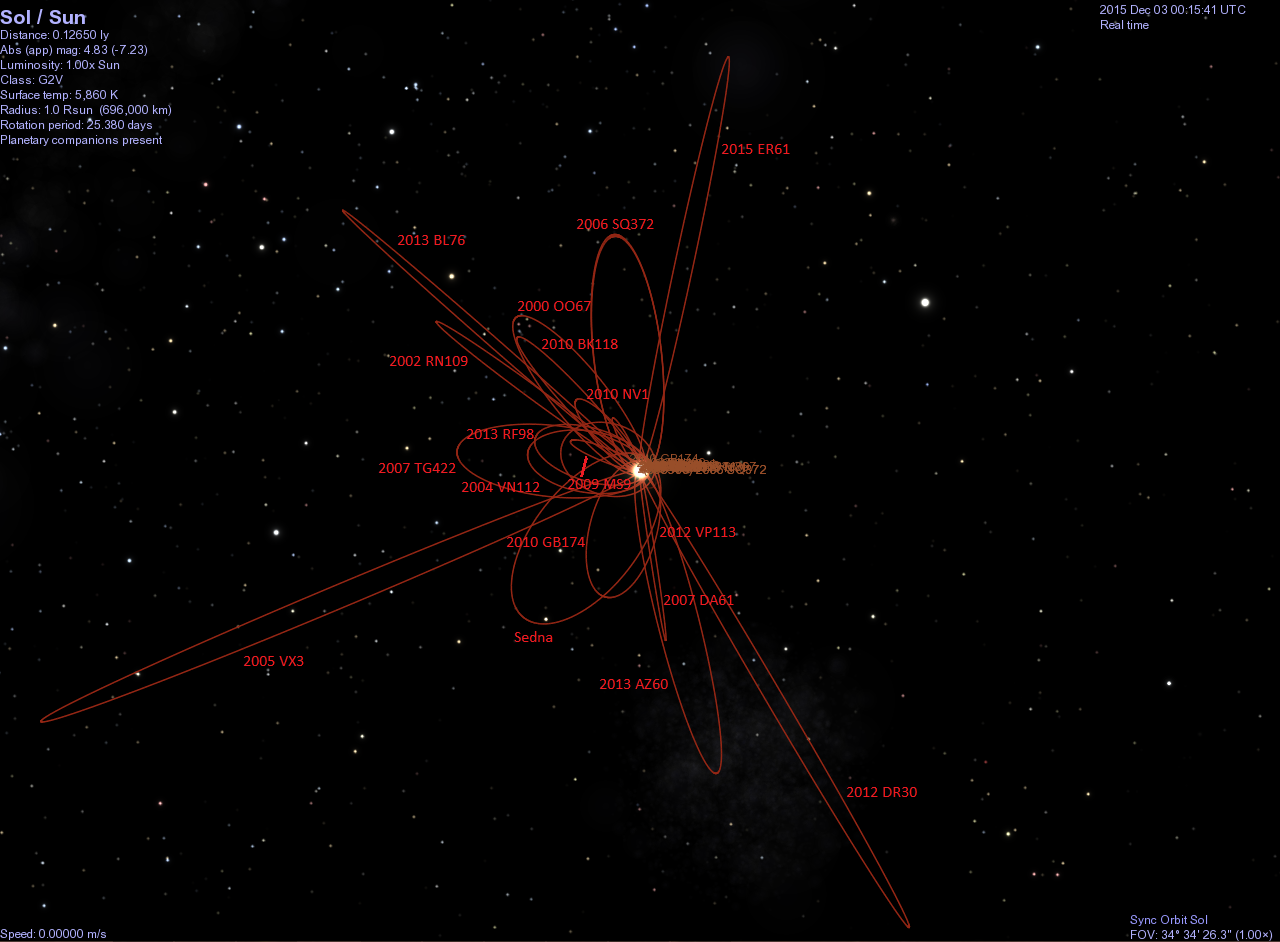
Sedna rispetto ad altri corpi orbitanti molto distanti tra cui (orbita errata),,,,,,,,,,,,,,,,

| Semiasse maggiore | ~1 032 UA    |
| Afelio            | ~2 049 UA    |
| Periodo orbitale  | ~33 100 anni |

Dati archiviati da JPL SBDB e MPC.